# Canton du Perreux-sur-Marne
Le canton du Perreux-sur-Marne est une ancienne division administrative française située dans le département du Val-de-Marne et la région Île-de-France.
Le canton est supprimé lors du redécoupage cantonal de 2014 en France, et son territoire est intégré dans le canton de Nogent-sur-Marne.

## Histoire
Le canton du Perreux, constitué de la seule commune du Perreux, est créé lors de la constitution du département du Val-de-Marne par le décret du 20 juillet 1967
Un nouveau découpage territorial du Val-de-Marne entré en vigueur à l'occasion des premières élections départementales suivant le décret du 17 février 2014. Les conseillers départementaux sont, à compter de ces élections, élus au scrutin majoritaire binominal mixte. Les électeurs de chaque canton élisent au Conseil départemental, nouvelle appellation du Conseil général, deux membres de sexe différent, qui se présentent en binôme de candidats. Les conseillers départementaux sont élus pour 6 ans au scrutin binominal majoritaire à deux tours, l'accès au second tour nécessitant 12,5 % des inscrits au 1er tour. En outre, la totalité des conseillers départementaux est renouvelée. Ce nouveau mode de scrutin nécessite un redécoupage des cantons dont le nombre est divisé par deux avec arrondi à l'unité impaire supérieure si ce nombre n'est pas entier impair, assorti de conditions de seuils minimaux. Dans le Val-de-Marne le nombre de cantons passe ainsi de 49 à 25.
Dans ce cadre, le canton disparait, et la commune du Perreux est rattachée au canton de Nogent-sur-Marne.

## Représentation
| Période    | Période          | Identité       | Étiquette    | Qualité |
| ---------- | ---------------- | -------------- | ------------ | --- |
| 1967       | 1985             | Michel Giraud  | UDR puis RPR | Directeur de sociétés Maire du Perreux-sur-Marne (1971 → 1992) Sénateur du Val-de-Marne (1977 → 1988) Président du Conseil Régional (1976 → 1988)                                             |
| 1985       | 1993 (démission) | Gilles Carrez  | RPR          | Fonctionnaire de l'État Maire du Perreux-sur-Marne (1992 → 2016) Député du Val-de-Marne (1993 → 2022) Démissionnaire pour assurer le remplacement de M. Michel Giraud à l'Assemblée Nationale |
| juin 1993, | 2015             | Jacques Loison | RPR puis UMP | Adjoint au maire du Perreux-sur-Marne |

## Composition
Le canton était constitué d'une seule commune :
| Communes             | Population (2012) | Code postal | Code Insee |
| -------------------- | ----------------- | ----------- | ---------- |
| Le Perreux-sur-Marne | 30 080            | 94 170      | 94 058     |

## Démographie
| 1962   | 1968   | 1975   | 1982   | 1990   | 1999   | 2009 |
| ------ | ------ | ------ | ------ | ------ | ------ | ---- |
| 27 900 | 29 099 | 28 333 | 27 647 | 28 477 | 30 080 | -    |